# درع بركاني فتاتي

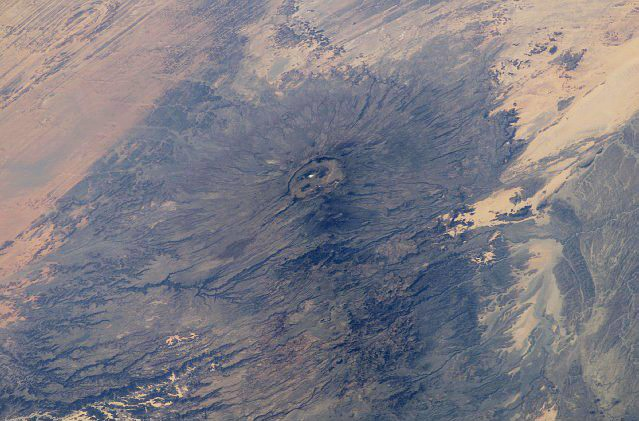
إيمي كوسي منظر من محطة الفضاء الدولية

يعرف الدرع البركاني الفتاتي أو درع البرقعان في علم البراكين، بأنه نوع غير شائع من البراكين الدرعية. خلافًا لمعظم البراكين الدرعية، تتشكل أغلب الدروع النارية الرسوبية من الأحجار النارية الرسوبية والانفجارات البركانية وليس من الحمم البازلتية السائلة نسبيًا المنطلقة من الفوهات أو الشقوق على سطح البركان. عادة تظهر المنحدرات المائلة بزاوية منخفضة، بها انهيار مركزي بسيط أو بلا انهيار، على الرغم من شيوع ملاحظة وجود انحراف ضحل في الدرع. فالحمم عادة ما تقذف بعد انتهاء النشاط المتفجر. وتشير ندرة رواسب سقوط البلينيان إلى أن الدروع النارية الرسوبية تتميز بالأعمدة البليانية المنخفضة.
وتشتهر الدروع النارية الرسوبية بالتشكل في جبال الأنديز الوسطى في أمريكا الجنوبية، بالإضافة إلى ميلانيزيا (تحتوي جزيرة بوغانفيل وحدها على الاثنين). كما توجد دروع نارية رسوبية في إفريقيا، مثل إيمي كوسي في تشاد.

## أمثلة
- أمبريم]، فانواتو
- أبويكي، نيكاراغوا
- مسايا، نيكاراغوا
- بيلي ميتشل، بوغانفيل، بابوا غينيا الجديدة
- إيمي كوسي، تشاد
- لولورو، بوغانفيل، بابوا غينيا الجديدة
- مجمع بيوريكو، تشيلي
- رابول، جزيرة نيو بريتين، بابوا غينيا الجديدة
- ساكابايا، بوليفيا
- تاتا سابايا، بوليفيا

## وصلات خارجية
- Pyroclastic Shield Volcano - John Seach